# Neomaenas valdiviae
Neomaenas valdiviae är en fjärilsart som beskrevs av Felder 1867. Neomaenas valdiviae ingår i släktet Neomaenas och familjen praktfjärilar. Inga underarter finns listade i Catalogue of Life.